# Alphonse Stiénon du Pré
Le comte pontifical et baron Alphonse Stienon du Pré, né le 1er août 1853 à Thieusies et décédé à Tournai le 26 juillet 1918 est un homme politique belge catholique, bourgmestre de Tournai, député et sénateur. Il est aussi connu comme organisateur de manifestations musicales et historiques.

## Biographie
Alphonse Marie Pierre Joseph  Stiénon du Pré, né le 1er août 1853 à Thieusies, est le fils de Jules-Jean Stiénon, administrateur de sociétés, et de Julie de la Roche. Son père a été anobli par le Pape Pie IX en 1874 au titre de Comte Pontifical. Cet anoblissement n'a toutefois aucune force juridique en Belgique. Le roi Léopold II de Belgique lui accordera successivement la particule (du Pré) et la noblesse héréditaire (au rang d'écuyer). Il créera son fils Alphonse baron en 1908. Alphonse Stiénon du Pré est père de quatre enfants : Marie (1876-1956), Ludovic (1881-1961), Étienne (1882-1961) et Élisabeth (1885-1973). Son fils Ludovic Stiénon du Pré, ingénieur, sera également compositeur d'œuvres lyriques. Il épousera l'artiste peintre et Marquise Caroline de la Riva Aguëro (élève de Ferdinand Willaert), qui signera ses œuvres de son nom d'épouse : « Caroline Stiénon du Pré ». Son petit-fils, Jean Stiénon du Pré (1905-1981), sera écrivain et son arrière petit-fils, Hervé Stiénon du Pré (1932), sera peintre autodidacte de style surréaliste.
Il exerce d'abord des activités dans le secteur bancaire, étant administrateur à la Société générale de Belgique à partir de 1882.
Passionné par la chose politique à l'image de son père, Alphonse Stiénon du Pré interviendra ensuite dans la vie politique locale de Tournai. Il est élu conseiller communal de Tournai en 1895 puis bourgmestre de Tournai en 1907. Il s'implique particulièrement au plan urbanistique de la ville : création de nouveaux quartiers, démantèlement du mur d'enceinte de la cité, embellissement du parc communal. Il est également à l'origine de la fondation de nouvelles écoles et de la SA « Le Foyer ouvrier tournaisien » pour la construction d'habitations ouvrières. Au niveau national, il est élu député de l'arrondissement de Tournai à la Chambre des représentants (1898-1900) puis sénateur de l'arrondissement Tournai-Ath à la Haute-assemblée (1900-1918). 
En août 1914, dès les premiers jours de la Première Guerre mondiale, Alphonse Stiénon du Pré est pris en otage à l'hôtel de ville par l'occupant allemand. Relaxé, il s'emploiera durant la durée du conflit à protéger, ravitailler et défendre ses administrés, en tenant compte du statut territorial de la ville (située non loin des champs de bataille).

### Organisateur de concerts et de cortèges historiques
Parallèlement à ses responsabilités politiques, Alphonse Stiénon du Pré est passionné de musique. Son épouse, Marie van Elewyk, est la fille du compositeur et musicographe Xavier van Elewyk (ami de Fétis, Jacques-Nicolas Lemmens et du facteur d'orgues français Aristide Cavaillé-Coll).
En 1888, il fonde et préside la Société de Musique de Tournai, un projet ambitieux avec lequel il entend rivaliser avec les concerts de la capitale. Parmi ses réalisations, citons la venue de César Franck avec le violoniste Eugène Ysaÿe et son Quatuor à cordes, en 1890. Toujours en 1890, le compositeur français Jules Massenet assiste à la représentation d'un de ses opéras dans lequel chante le baryton tournaisien Jean Noté. D'autres exécutions suivront avec des œuvres de Charles Gounod, Hector Berlioz, Edgard Tinel, certaines en présence du prince Albert (futur roi des belges) et de la Reine Elisabeth.
La Société de Musique continuera ses activités après le décès de son fondateur (jusque l'entre-deux guerres).
Également passionné d'histoire et de folklore, Alphonse Stiénon du Pré est à l'initiative du pittoresque Cortège-Tournoi de chevalerie, qui eut lieu à Tournai en 1913. Il s'agit de la reconstitution du Tournoi donné par Henri VIII, roi d'Angleterre, lors de sa Joyeuse Entrée à Tournai en 1513.
Alphonse Stiénon du Pré décède le 26 juillet 1918 à Tournai, peu de temps avant la fin de la Première Guerre mondiale en novembre 1918.

## Distinctions
- Chevalier de l'ordre de Léopold
- Officier de la Légion d'honneur
- Officier de l'ordre des Palmes académiques
- Commandeur de l'ordre de Saint-Grégoire-le-Grand